# Carel van der Velden
Carel van der Velden (Arnhem, 3 augustus 1972) is een Nederlands voormalig profvoetballer en huidig voetbaltrainer.
Van der Velden debuteerde in de Eerste divisie bij FC Wageningen. Toen die club in 1992 failliet ging, maakte hij de overstap naar Vitesse waar hij echter niet aan bod kwam. Hierna speelde hij twee seizoenen voor FC Den Bosch en maakte in 1995 de overstap naar het Engelse Barnsley FC dat uitkwam in de Football League First Division. In het seizoen 1997/1998 speelde Van der Velden voor Scarborough FC in de Football League Third Division en in het seizoen 1998/99 voor Rushden & Diamonds FC in de Conference National. Hij ging hierna naar Ierland waar hij met Shelbourne FC in 2000 landskampioen werd en de Ierse beker won. Sligo Rovers FC was in 2000 zijn laatste profclub. Van der Velden speelde nog in het Nederlandse amateurvoetbal en in het zaalvoetbal. Van der Velden werd trainer in het amateurvoetbal en was ook actief in de gezamenlijke jeugdopleiding van FC Den Bosch en RKC Waalwijk (Brabant United) en het beloftenteam van RKC Waalwijk. In 2021 werd hij trainer bij HVC.